# Musea
A Musea Records é uma gravadora francesa sem fins lucrativos dedicada ao rock progressivo. Ela foi fundada em 1985 por Bernard Gueffier e Francis Grosse, juntamente com um pequeno grupo de amigos — Daniel Adt, Alain Juliac, Alain Robert, Thierry Sportouche, Jean-Claude Granjeon, Pascal Ferry, Thierry Moreau e François Arnold.